# Physical Review Letters
Physical Review Letters (abreviada como PRL), es una revista científica revisada por pares que la American Physical Society publica 52 veces al año. Basándose en varios estándares de medición, que incluyen el factor de impacto de Journal Citation Reports y el índice h de la revista propuesto por Google Scholar, muchos físicos y otros científicos consideran que Physical Review Letters es una de las revistas más prestigiosas en el campo de la física.
PRL se publica como una revista impresa y está también disponible en formato electrónico, en línea y en CD-ROM. Su enfoque es la difusión rápida de resultados significativos o notables de la investigación fundamental sobre todos los temas relacionados con todos los campos de la física. Esto se consigue mediante la publicación rápida de informes breves, denominados "Cartas". Los trabajos se publican y están disponibles electrónicamente de uno en uno. Cuando se publica de esta manera, el artículo está disponible para ser citado por otros trabajos. El redactor jefe es Hugues Chaté. El editor jefe es Robert Garisto.

## Alcance y formato organizativo
Physical Review Letters es una revista de física leída internacionalmente que cuenta con una gran diversidad de lectores. Los avances en física, así como los desarrollos interdisciplinarios, se difunden semanalmente a través de esta publicación. Los temas tratados en esta revista son también los títulos explícitos de cada sección de la revista. Las secciones se clasifican (en el índice) de la siguiente manera:
- Física general : mecánica cuántica y estadística, información cuántica, etc.
- Gravitación y astrofísica
- Partículas y campos elementales.
- Física nuclear
- Física atómica, molecular y óptica.
- Dinámica no lineal, dinámica de fluidos, óptica clásica, etc.
- Física de plasma y haz.
- Materia condensada : estructura, etc.
- Materia Condensada: propiedades electrónicas de semiconductores, etc.
- Polímeros, materia blanda, física biológica e interdisciplinaria

Cabe destacar una sección al principio del índice que consta de artículos destacados por su especial importancia e interés. Esta sección contiene artículos sugeridos por los editores de la revista o que han sido tratados en el sitio "Physics" (antes Physical Review Focus).

## Panorama histórico
El 20 de mayo de 1899, 36 físicos se reunieron para establecer la Sociedad Americana de Física en la Universidad de Columbia, en la ciudad de Nueva York . Estos 36 físicos decidieron que la misión de la APS sería "avanzar y difundir el conocimiento de la física". Al principio, la difusión del conocimiento de la física se realizaba únicamente a través de reuniones científicas trimestrales . En 1913, la APS se hizo cargo de la operación de Physical Review, que ya existía desde 1893. De ahí que la publicación de revistas se convirtiera también en un objetivo importante, sólo superado por su misión original. A finales de la década de 1950, el entonces director Sam Goudsmit recopiló, organizó y publicó las Cartas al Director de Physical Review en una nueva revista independiente. Así se creó Physical Review Letters, cuyo volumen 1, número 1, se publicó el 1 de julio de 1958 (véase el enlace a los archivos). Con el paso de los años, los campos de investigación en física se multiplicaron, al igual que el número de envíos. En consecuencia, Physical Review se dividió en cinco secciones separadas después de diciembre de 1969 en Physical Review A, B, C, D y E, que son distintas de Physical Review Letters.